# Khodja
 (octobre 2024).
Khodja ou Khoudja (du persan خواجه, xâje (ou khâdjé), « maître ») ou encore Hodja, Khoja, Hoca, Xoja, Hoxha, Khawaja, Khwaja  est un titre honorifique en usage dans les sociétés musulmanes, en particulier au Moyen Orient, en Asie centrale, Asie du Sud et Asie du Sud-Est. Il est souvent attribué aux imams et aux muezzins, ou encore à des maîtres soufis — en particulier dans le sous-continent indien (sous la forme Khawaja ou Khwaja).
| Langue                | Transcription |
| --------------------- | ------------- |
| Turc                  | Hoca          |
| Turkmène              | Hoja          |
| Tadjik                | Khoja         |
| Albanais              | Hoxha         |
| Bosniaque             | Hodža         |
| Sous-continent indien | Khawaja       |

## Algérie française
En Algérie française, le Khodja ou Khoudja est un fonctionnaire qui assiste le caïd.
En 1919, ils sont répartis en huit classes rétribuées comme suit : 
- 1re classe : 3.000  fr.
- 2e classe : 2.800  fr.
- 3e classe : 2.600  fr.
- 4e classe : 2.400 fr.
- 5e classe : 2.200 fr.
- 6e classe : 2.000 fr.
- 7e classe : 1.800 fr.
- 8e classe : 1.600 fr.

L'avancement est donné à l'ancienneté, après un minimum de trois ans dans chaque classe.

## Asie du Sud
Dans cette région du monde, Khawaja sert également souvent de prénom masculin, par exemple Khawaja Nazimuddin et Khawaja Muhammad Asif; ou encore de nom de famille, comme dans le cas de Khalid Khawaja. Il est aussi utilisé dans les confréries soufies Chistiyya et Naqshbandiyya pour désigner le guide spirituel (arabe: murshid).

### Personnages
- Nasr Eddin Hodja (ou Khodja Nasreddin) (1208-1284 ), lettré devenu un personnage populaire en Turquie, héros légendaire d'histoires à la fois drôles et philosophiques. Célèbre dans les mondes turcophone et persanophone.
- Khadjou (Khoudja) Kermani (1280-1352), poète persan et un mystique soufi né à Kerman, célèbre pour ses ghazals.
- Khodja Effendi (1536-1599), historien ottoman.
- Moustapha Khodja (mort en 1800), homme politique tunisien d'origine géorgienne.
- Hoca İshak Efendi (mort en 1834), mathématicien ottoman.
- Mohamed Khodja (mort en 1846), caïd, gouverneur et ministre tunisien.
- Mahmoud Khodja (mort en 1857), gouverneur et ministre tunisien.
- Hussein Khodja (mort en 1857), homme politique tunisien.
- Enver Hoxha (1908-1985), dirigeant de la République populaire d'Albanie de 1945 jusqu'à sa mort.
- Ali Ali-Khodja (1923-2010), miniaturiste et peintre algérien.
- Hamid Nacer-Khodja (né en 1953), écrivain et poète algérien.
- Farid Khodja (né en 1964), artiste-interprète algérien de musique andalouse.

### Communauté
- Les Khojas, communautés indo-pakistanaises, généralement ismaéliennes.

### Géographie
- « Khoudja », rivière coulant dans la région de Firouzabad, (province du Fars, sud-ouest de l'Iran).
- « Khodja », faubourg de la ville de Ahar dans la province d'Azerbaïdjan (nord-ouest de l’Iran).